# Huy chương Richard W. Hamming
Huy chương Richard W. Hamming hay huy chương IEEE Richard W. Hamming là một giải thưởng được trao tặng hằng năm bởi Viện Kỹ thuật Điện và Điện tử (IEEE), một tổ chức quốc tế cho những đóng góp xuất sắc trong lĩnh vực khoa học thông tin, hệ thống thông tin và kỹ thuật thông tin. Giải thưởng này được dành cho cá nhân hay nhóm nhiều nhất là 3 người.
Giải thưởng được thành lập bởi Ban Giám đốc của Viện vào năm 1986 để vinh danh Giáo sư Richard W. Hamming, người có vai trò then chốt trong việc phát triển máy điện toán và khoa học điện toán, và có những đóng góp quan trọng trong lĩnh vực khoa học thông tin bao gồm cả công trình sáng tạo mã sửa lỗi.
Những người được trao giải sẽ được nhận một huy chương bằng vàng, bản sao bằng đồng, giấy chứng nhận và tiền thưởng.

## Những người nhận huy chương Richard W. Hamming
- 1988 - Richard W. Hamming
- 1989 - Irving S. Reed
- 1990 - Dennis M. Ritchie và Kenneth L. Thompson
- 1991 - Elwyn R. Berlekamp
- 1992 - Lotfi A. Zadeh
- 1993 - Jorma J. Rissanen
- 1994 - Gottfried Ungerboeck
- 1995 - Jacob Ziv
- 1996 - Mark S. Pinsker
- 1997 - Thomas M. Cover
- 1998 - David D. Clark
- 1999 - David A. Huffman
- 2000 - Solomon W. Golomb
- 2001 - A. G. Fraser
- 2002 - Peter Elias
- 2003 - Claude Berrou và Alain Glavieux
- 2004 - Jack K. Wolf
- 2005 - Neil J.A. Sloane
- 2006 - Vladimir I. Levenshtein
- 2007 - Abraham Lempel
- 2008 - Sergio Verdú
- 2009 - Peter Franaszek
- 2010 - Whitfield Diffie, Martin Hellman và Ralph Merkle